# Unter Null
Unter Null — американский проект Эрики Данэм (Erica Dunham) из Сиэтла. Dunham пишет музыку уже на протяжении 10 лет. Название группы на немецком языке означает «Ниже нуля».

## История
Сольный материал Erica Dunham под псевдонимом «Unter Null» начала записывать в 1998 году в 16 летнем возрасте.
Unter Null начался как Power noise проект под влиянием таких групп как: Noisex, Converter, P.A.L., и др. Первое демо выпущено в 2000 году как CD с названием Unter Null.
Позже звучание Unter Null более приближается к танцпольным трекам, и песня 'Sick Fuck' становится достаточно популярной. После этого Unter Null подписывается на Alfa Matrix. C лейблом Alfa Matrix Unter Null выпустила 4 альбома: Sick Fuck EP, The Failure Epiphany, и Absolution и Sacrament EP’s. Группа также появлялась на сборниках и делала ремиксы.
Первые live-шоу Unter Null были в Вашингтоне и Орогоне. Первый европейский визит был в 2005 году в Голландии и Бельгии. На следующий год Unter Null опять колесит по европе: Италия, Австрия, Германия, Англия, Франция, Шотландия, Нидерланды, Бельгия, Дания, Швеция, Греция, Испания и длинный тур по России вместе с XP8.
Сейчас Erica пишет новый материал, как для Unter Null так и для Stray (сайд проект Dunham). 23 мая 2008 года вышел дебютный альбом её сайд проекта Stray.

## Дискография

### Альбомы
| Дата релиза | Название                                                      | Лейбл       |
| 2002        | Neocide                                                       | Annihilvs   |
| 2003        | Navicon Torture Technologies Fucks The Shit Out Of Unter Null | Annihilvs   |
| 2005        | The Failure Epiphany                                          | Alfa Matrix |
| 2010        | Moving On                                                     | Alfa Matrix |

### EP
| Дата релиза | Название                     | Лейбл       |
| 2005        | Sick Fuck EP                 | Alfa Matrix |
| 2006        | Absolution EP и Sacrament EP | Alfa Matrix |

### Compilation albums
- The Information Apocalypse Compilation (2002, Annilvs), 1000 limited edition copies — Tender Mercies
- Re: connected [1.0] (2004, Alfa Matrix)
- Synthphony REMIXed! Vol. 3 (2005, Synthphony Records) — Your Nightmare (Da Deep Cut Mix)
- Endzeit Bunkertracks: Act I (2005, Alfa Matrix)
- Endzeit Bunkertracks: Act II (2006, Alfa Matrix) — Sick Fuck (Aesthetic Perfection Mix)
- Re: connected [2.0] (2006, Alfa Matrix)
- Endzeit Bunkertracks: Act III (2007, Alfa Matrix) — Journey to Descent
- Songs in the Key of Death (2008, Sonic Mainline) — DEATHKEY
- Industrial Attack Vol.1 (2008), — Zombie Boy
- Rape This Industrial World Vol.1 (2008), — Sick Fuck (Album Mix)
- Synthetic Reign Volume One (2008), — Feed The Lie